# Rudno (województwo wielkopolskie)
Rudno (daw. Rudna, do 1945 r. niem. Ruden) – wieś w Polsce położona w województwie wielkopolskim, w powiecie wolsztyńskim, w gminie Wolsztyn, nad jeziorem Rudno.

## Historia
W okresie Wielkiego Księstwa Poznańskiego (1815-1848) miejscowość wzmiankowana jako Rudna należała do wsi większych w ówczesnym powiecie babimojskim rejencji poznańskiej. Rudna należała do babimojskiego okręgu policyjnego tego powiatu i stanowiła część majątku Widzim, który należał do byłego króla Niderlandów. Według spisu urzędowego z 1837 roku Rudna liczyła 160 mieszkańców, którzy zamieszkiwali 26 dymów (domostw). Wzmiankowana była również Rudna kolonia, która liczyła 4 domy i 16 mieszkańców.
W Rudnie, w 1916 roku, urodził się Zygmunt Ginter, polski hokeista, olimpijczyk.
Od 5 stycznia do 10 sierpnia 1919 r. wieś przynależała do tzw. Republiki Świętnieńskiej, uznawanej przez społeczność międzynarodową.
W latach 70. XX wieku w Rudnie znajdował się ośrodek wypoczynkowy, w którym często odpoczywał sekretarz PZPR Edward Gierek.
W latach 1975–1998 miejscowość położona była w województwie zielonogórskim.